# Der gläserne Pantoffel
Der gläserne Pantoffel (Originaltitel: The Glass Slipper) ist ein US-amerikanischer Tanzfilm von Charles Walters aus dem Jahr 1955. Er beruht auf Motiven des Märchens Aschenputtel, beziehungsweise auf Cendrillon.

## Handlung
Ein kleines Dorf mit herzoglichem Schloss in einem friedlichen Europa: Das Dorf erwartet gespannt die Ankunft des Prinzen Charles, der lange Zeit im Ausland weilte. Auch die Witwe Sonder mit ihren Töchtern Birdena und Serafina putzt sich heraus, während die rebellische, knabenhafte und immer aschebeschmutzte Ella im Haus bleibt. Ella gilt im Dorf als verschroben, da sie unerschütterlich behauptet, dass sie eines Tages im Schloss des Herzogs leben werde. Im Haus ihrer Stiefmutter ist sie nach dem Tod ihres Vaters und ihrer Mutter – sie war zu dem Zeitpunkt fünf Jahre alt – zwar akzeptiert, jedoch kein eigentlicher Teil der Familie. Deshalb verbringt sie viel Zeit allein im Wald an einem kleinen See, wo sie niemand wegen ihres kurzen Haars  oder ihres schmutzigen Äußeren verspottet.
Hier trifft Ella eines Tages auf Mrs. Toquet, in den Augen der Dorfbewohner eine etwas wunderliche alte Frau, die Dinge stiehlt und sie kurze Zeit später wieder zurückbringt. Mrs. Toquet präsentiert Ella ihre Lieblingswörter, wie „Fensterglas“ und „Ellenbogen“, und bietet sich als ihre erste richtige Freundin an. Beide versprechen, sich in Zukunft regelmäßig am See zu treffen.
Prinz Charles hat unterdessen von seinem Vater erfahren, dass am nächsten Tag ihm zu Ehren ein Ball stattfinden soll. Mit seinem Vertrauten zieht er sich in den Wald zu eben jenem See zurück, an dem Ella ihre Tage verbringt. Auch Charles hat hier als Kind seine glücklichsten Stunden verbracht. Er erzählt seinem Vertrauten, dass er als Junge einmal durchs Dorf geleitet wurde und sein Tross halten musste, da ein fünfjähriges Mädchen mit großen traurigen Augen und schwarzem Haar den Weg versperrte, jedoch bald darauf in ihr Haus zurückgeholt wurde. Den Grund für ihre Traurigkeit wusste er nicht, doch hat er in ihren Augen zum ersten Mal Leid gesehen. Sein ganzes Leben sehnt er sich bereits nach dieser Frau.
Ella kommt an den See und Charles erkennt in ihr das kleine Mädchen wieder. Er und sein Begleiter geben an, als Diener im Schloss zu leben – Charles sei der Sohn des Kochs. Ella läuft davon, nachdem sie Charles ins Wasser geworfen hat. Der wiederum stellt Nachforschungen im Dorf an und erfährt, dass sie eine rebellische und recht unbeliebte Frau ist.
Zu Hause umgarnen Ellas Stiefmutter und deren Töchter gerade ihre Cousine Loulou, die durch Intrigen und Erpressung am Hof zu Reichtum gekommen ist. Loulou passt es nicht, dass Ella barfuß in der Nähe des Tischs sitzt und so kehrt diese zum See zurück, wo sie ihre Schuhe vergessen hat. Dort wartet bereits Charles auf sie und überreicht ihr eine Einladung zum Ball. Beide üben verschiedene höfische Tänze, auch wenn Ella nicht daran denkt, beim Ball zu erscheinen. Zu Hause hängt sie ihren Tagträumen nach. Hatte sie sich bereits als Herzogin einsam auf dem Thron sitzen gesehen, erscheint ihr nun der Gedanke, die Ehefrau eines herzoglichen Kochs zu werden, weitaus angenehmer. Nachdem sie tanzend mit dem Koch einen riesigen Teig zubereitet hat, sieht sie sich am Ende auf einer Hochzeitstorte tanzen.
Sie wird geweckt, weil sie Kartoffeln ausgraben soll. Im Garten trifft sie Mrs. Toquet wieder, die sie ermutigt, zum Ball zu gehen. Ella hilft jedoch zunächst nur ihren Stiefschwestern und der Stiefmutter, sich zurechtzumachen, und bleibt weinend zurück. Mrs. Toquet erscheint erneut und richtet sie für den Ball her. Das prächtige Kleid, das sie für Ella mitbringt, erinnert diese an die Kleidbeschreibung für Cousine Loulou. Ihr schwant Böses, doch Mrs. Toquet beruhigt sie: Sie soll gar nicht auf den Ball, sondern in die Küche zu ihrem Geliebten gehen. Niemand würde deshalb das Kleid zu Gesicht bekommen. Ellas kurze schwarze Haare schmückt ein einfaches Diadem, die gläsernen Pantoffel sind bereits durch viele Hände gegangen. Draußen wartet bereits eine Kutsche, die sie zum Schloss bringen soll. Wie ihr Mrs. Toquet jedoch kurz vor der Abfahrt einschärft, ist diese nur geborgt, weshalb sie unbedingt um Mitternacht den Ball verlassen müsse.
Ella begibt sich zum Schloss und wird bei ihrer Ankunft von den Lakaien sofort zum Ballsaal geleitet. Während die Männer pausenlos mit ihr tanzen wollen, hält sie Ausschau nach dem vermeintlichen Koch bzw. dem Weg zur Küche und gibt auf keine Frage eine Antwort. Schnell vermutet man deshalb in ihr eine ägyptische Prinzessin, die der Landessprache nicht mächtig ist. Nur der Vertraute des Prinzen erkennt Ella wieder und lotst den Prinzen zu ihr, der ihr seine wahre Identität eröffnet. Punkt Mitternacht eilt Ella zur Kutsche und verliert dabei einen ihrer Glasschuhe. Auf der rasanten Heimfahrt verunglückt die Kutsche und Ella wird beim Sturz ohnmächtig. Als sie in ihrem Bett erwacht, weiß sie nicht, dass sich Kutsche und Kutscher nach dem Sturz in einen Kürbis und eine Maus verwandelt haben. In der Zwischenzeit hat das Rätsel um die geheimnisvolle Ägypterin merkwürdige Blüten getragen.
Schließlich kommt auch Ella zu Ohren, dass der Prinz eine ägyptische Prinzessin namens Tehara heiraten wird. Sie sieht sich in ihren Tagträumen vor Liebe sterben, während Charles mit Tehara davongeht. Verzweifelt flüchtet sie sich an den kleinen See, wo Mrs. Toquet sie nur wenig aufzuheitern vermag. Plötzlich steht Charles vor ihr. Er erzählt, dass die Prinzessin Tehara ihren gläsernen Schuh verloren habe und nur der Prinzessin der Schuh passen werde. Ella erwidert, dass es nicht Teharas, sondern ihr eigener Schuh sei. Charles hängt ihr den königlichen Mantel um und geleitet sie unter dem Jubel der anwesenden Dorfbewohner in den herzoglichen Palast. Mrs. Toquet jedoch, die in Wirklichkeit die Feenmutter ist, hat ihre Aufgabe erfüllt und wird unsichtbar.

## Produktion
Der gläserne Pantoffel wurde am 24. März 1955 in New York City uraufgeführt. Die Choreografie der Tanzszenen stammt von Roland Petit.
Im Film singt „Prinz Charles“ den von Bronislau Kaper komponierten und Helen Deutsch getexteten Titel Take My Love. Darsteller Michael Wilding wurde dabei von Val Rosing synchronisiert.

## Kritik
Das Lexikon des Internationalen Films bezeichnete Der gläserne Pantoffel als „amerikanische Aschenputtel-Version: Phantastisches Filmmusical mit Gesang, Pantomime und gut choreographierten Ballettszenen. Viel Glamour, aber auch Charme, Fröhlichkeit und Herz machen den Film zur sehenswerten Unterhaltung.“